# PowerBook
PowerBook és una gamma d'ordinadors portàtils fabricats per Apple.
És la versió portàtil de Macintosh dirigida al mercat professional. Des de 1999, Apple ven una segona gamma d'ordinadors portàtils més econòmics denominats iBook. Aquesta gamma està dirigida al mercat educatiu i del consumidor.

## Abans de PowerBook
Abans del llançament de la línia PowerBook, Apple havia intentat realitzar una computadora portàtil amb l'arquitectura dels Macintosh. La seva electrònica era similar a la dels Macintosh SE, però amb una CPU dues vegades més ràpida, una matriu activa magnífica, pantalla de cristall líquid LCD en lloc d'una CRT, i una bateria d'àcid de plom molt pesada, que oferia fins a 10 hores d'autonomia. Malgrat ser un ordinador d'ús còmode, sovint se'l descrivia com "luggable" a causa de la seva grandària i pes. No es va vendre bé i Apple pensà que hauria de fer-ho millor la propera vegada.

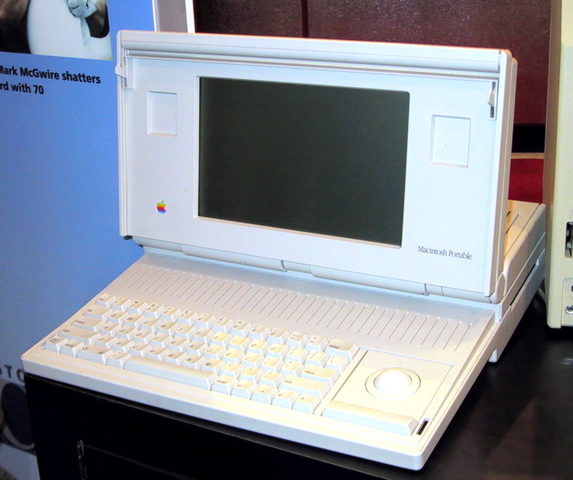
Macintosh Portable.

A l'octubre de 1991 es van llançar els tres primers PowerBook: el PowerBook 100 de gamma baixa, el PowerBook 140 de gamma mitjana, i el PowerBook 170 de gamma alta. Aquests equips van triomfar en la indústria amb les seves caixes grises compactes, un Trackball integrat, i una disposició del teclat intel·ligent que deixava espai per a reposar els canells. Els PC portàtils llavors tendien a tenir el teclat enfront de l'usuari, sense espai buit darrere d'ell, així que això suposava una innovació sorprenent. Mentre que els PowerBook 140 i 170 eren dissenys originals, el PowerBook 100 tenia un pedigrí interessant: Apple havia enviat els esquemes del mac portàtil a Sony, que llavors va calcular com podria fer-ho petit. Aquesta és la raó per la qual el disseny del PowerBook 100 és diferent als de la resta de la sèrie. El PowerBook 100 no es va vendre bé inicialment, així que Apple va baixar el preu substancialment, i els que quedaven en estoc es van vendre ràpidament.

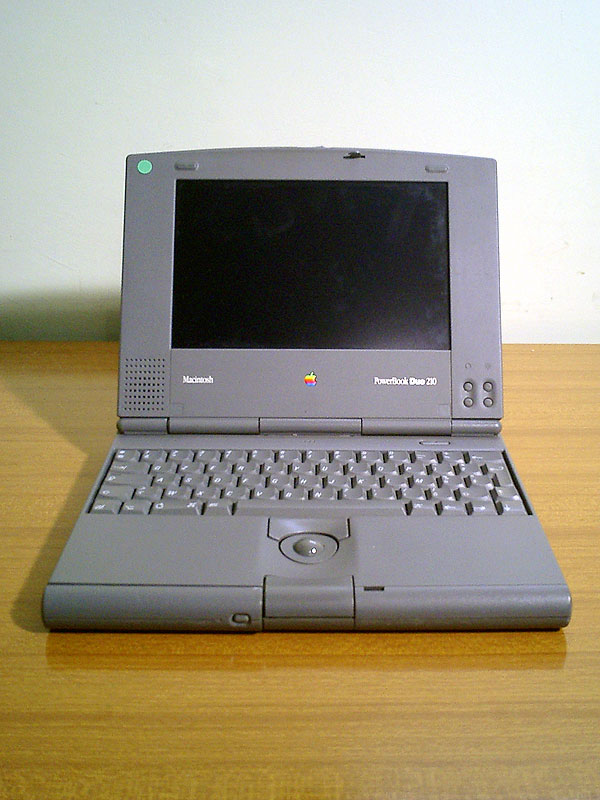
Powerbook Duo 230.

El 1992 Apple va llançar una computadora híbrida entre portàtil i d'escriptori portable/desktop, el PowerBook Duo. Aquest era un ordinador portàtil molt fi i lleuger amb un mínim de característiques, que podia ser inserit en una Docking Station (estació de càrrega-descarrega o mòdul d'interconnexió) per a proveir al sistema amb memòria extra, espai de disc dur, connectors, i es podia connectar a un monitor. El model no es va vendre tan bé com era d'esperar per la companyia, tot i que diverses companyies van prendre nota del seu disseny.
Les primeres sèries de PowerBooks van tenir molt d'èxit i van aconseguir el 40% de totes les vendes de computadores portàtils de l'època, un fet al qual Apple no va donar molta importància. En el seu lloc van traslladar a l'equip original per a treballar en Compaq, deixant enrere l'esforç per introduir versions actualitzades durant un cert temps. Durant diversos anys, es van introduir notables millores en els nous ordinadors de PowerBook i PowerBook Duo, incloent les pantalles en color, però avançada la dècada la majoria de les altres companyies havien copiat una gran part de les característiques del PowerBook, i Apple no podia recuperar el seu lideratge.
Els PowerBook de la sèrie 100 van ser actualitzats moltes vegades. El 165c era el primer PowerBook amb una pantalla a color, seguida més tard pel 180c. Els 180 que tenien una pantalla en blanc i negre d'una qualitat òptima per a l'època eren enormement populars.

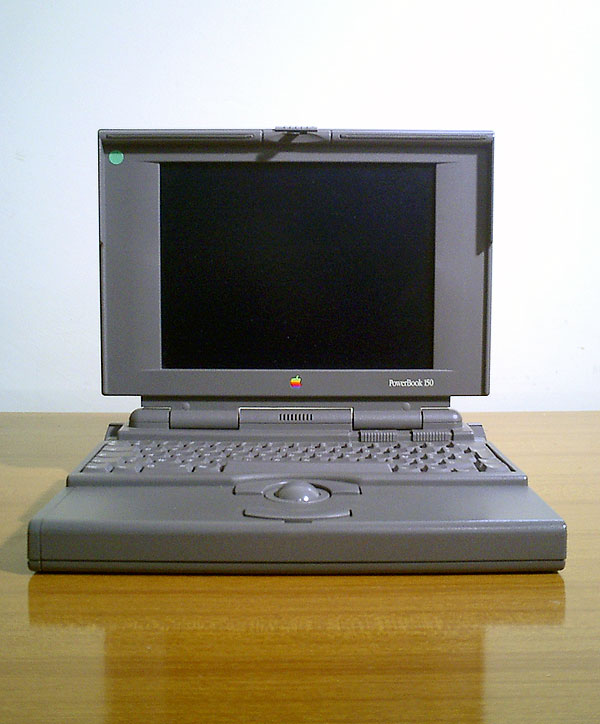
Powerbook 150.

L'últim model de la sèrie 100 va ser el PowerBook 150, el 1994. (El PowerBook 190, llançat en 1995, no té cap semblança amb la resta de la sèrie 100 de PowerBook, i és simplement perquè és una versió basada en el Motorola 68LC040 dels 5300, i l'últim model de PowerBook que es va fabricar amb un processador de la família 68k de Motorola.)
La línia de productes de PowerBook d'Apple va decaure durant aquest període. El 1994 va aparèixer la sèrie 500 de PowerBook, denominat Blackbird. Aquests models de PowerBooks eren més elegants que els de la sèrie 100, i eren bastant més ràpids. Totes les sèries 500 disposaven de monitors LCD de matriu activa imponents [tots els models tenien l'opció de pantalla en color si es volia], altaveus estèreo, i utilitzaven una nova tecnologia anomenada trackpad en lloc del trackball de la sèrie 100. La sèrie 500 de PowerBook va continuar la línia de productes, liderant-la fins al desastrós PowerBook 5300.

## L'era PowerPC

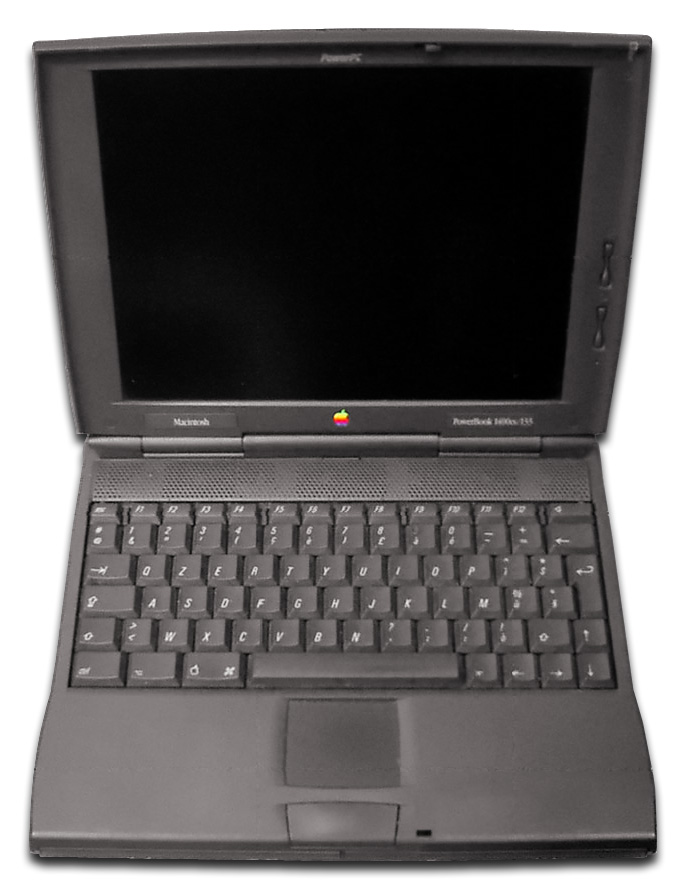
Powerbook 1400cs 133.

El PowerBook 5300 tenia diversos problemes. Encara que havia estat anunciat amb una gran antelació, el primer PowerBook basat en PowerPC, els 5300, van ser el pitjor producte d'Apple en el període de 1995-1996, on la companyia va estar a la vora de la desaparició. Els 5300 no eren competitius amb altres models de computadores portàtils en aquell llavors. Molts models no van arribar a funcionar, i alguns altres 5300 usats en Apple van esclatar i cremar-se, a causa dels problemes amb les llavors noves bateries d'ió de liti fetes per Sony (guanyant-se el sobrenom de "Hindenbook", després del desastre de Hindenburg). Mentrestant, cap dels models de consumidor van patir aquest destí, però Apple va ser forçat a renovar la línia de productes enterament i retardar la seva disponibilitat fins que van provar que les bateries de níquel i hidrur metàl·lic (Ni/MH) funcionaven correctament. La col·locació del producte PowerBook 5300 d'Apple en la pel·lícula Missió: Impossible va donar la volta al desastre, fent que els PowerBooks que abans s'amuntegaven en els prestatges dels magatzems comencessin a vendre's a partir de l'estrena de la pel·lícula als cinemes.
Apple, ja recuperat del desastre del 5300, va entrar en 1996 i 1997 introduint tres nous PowerBooks: el 1400, proposat per a substituir als 5300 com PowerBook d'ús general; els 2400, proposat com un segon portàtil de forma prima, per a substituir al PowerBook Duo; i el PowerBook 3400, un model de luxe. El PowerBook 1400 i 3400 van ser de fet els primers PowerBooks que incloïen un lector de CD intern, i van ser presentats en un moment en què els ordinadors portàtils rarament disposaven de lector. Finalment, això acabaria sent la norma després de l'adopció dels PowerBook per part de la indústria. Més tard, el PowerBook 3400 fou adaptat per a dur a terme el primer PowerBook G3, denominat Kanga, en la segona meitat de 1997.

## PowerBook G3
La segona línia de PowerBook G3, redissenyada totalment respecte al Kanga, fou llançada el 1998. Aquesta línia és acceptada generalment com el portàtil que va posar a Apple Computer en la llista dels portàtils "imprescindibles". Aquests nous PowerBooks van heretar la línia de disseny dels PowerBook 500, que tant d'èxit havien obtingut, ostentant unes corbes espectaculars i una carcassa de plàstic negre injectat que atreia la mirada. Va debutar gairebé al mateix temps que el llegendari iMac, la sèrie de "WallStreet/Mainstreet" que abastava models amb una gran varietat de característiques, com diferents velocitats de processament [233 a 300 MHz] i l'elecció de pantalla de 12", 13" o 14". Tots ells incloïen badies duals que permetien situar disqueteres, lectors CD-ROM/DVD-ROM, discos durs i fins i tot bateries addicionals.
Més tard, Apple va estandarditzar la pantalla de matriu activa de 14" i va introduir dues noves revisions, el 1999 i 2000 respectivament: El "Lombard", també conegut com bronze keyboard (teclat de bronze), un PowerBook més fi, lleuger i ràpid [266, 333, 400 MHz] amb una bateria de major durada i tenia tant USB com SCSI integrats, i després el "Pismo", que va substituir el SCSI per 2 ports FireWire i va actualitzar la línia dels PowerBook per a disposar de gràfics AGP, a més d'eliminar el "G3" del nom dels PowerBook. La revisió de Pismo també va portar el tan esperat suport de xarxa sense fil AirPort que va debutar conjuntament amb AGP en els iBook d'Apple al juliol de 1999.

## PowerBook G4

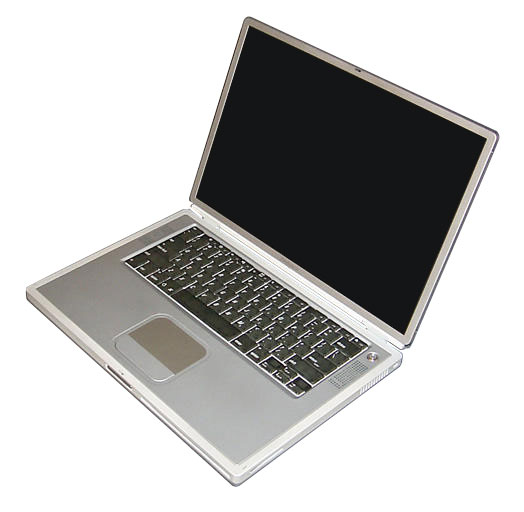
PowerBookG4 15"(titani).

Steve Jobs va interessar-se en el redisseny de les sèries PowerBook en el 2000. Presentat al gener de 2001, el resultat va ser un portàtil totalment redissenyat embolicat en una pell de titani amb una pantalla panoràmica de 15,2", especialment indicada per a poder visualitzar pel·lícules a pantalla completa. Construït amb l'energia del processador PowerPC G4, fou vist com el primer supercomputador portàtil del món. Era més lleuger que els ordinadors portàtils basats en PC, i a causa del baix consum d'energia del PowerPC tenia una autonomia major.
Els TiBooks, com eren coneguts, es van convertir en un article de luxe. Eren especialment populars en el negoci de l'entreteniment, on van adornar molts escriptoris a Hollywood. També van fer algunes incursions en el mercat d'ordinadors d'escriptori, gràcies a la seva pantalla gran. Molts altres fabricants d'ordinadors portàtils van seguir el seu deixant i van imitar el seu disseny, especialment el de la pantalla panoràmica, i a vegades també el de la carcassa metàl·lica platejada.
El Powerbook Titanium va ser llançat amb configuracions de 400 MHz, de 500 MHz, de 550 MHz, de 667 MHz, de MHz, de 867 MHz i d'1 GHz.
El 2003, Apple va llançar l'ordinador portàtil amb la pantalla més gran del món, i també el portàtil més petit del món, completament equipat. Tots dos equips estan fets en alumini anoditzat (encunyant-li el sobrenom d'AlBook) i posseeixen gravadora de DVD de sèrie (opcional en el model petit), xarxa sense fil AirPort Extreme, Bluetooth, i pantalles LCD de 12.1" i 17". El model de 17" inclou un sensor de llum ambienti integrat en el teclat que il·lumina les tecles i ajusta la lluentor de la pantalla segons el nivell de llum.
La pantalla de 12" del PowerBook és la mateixa que la que s'empra en el iBook de 12", mentre que la de 17" del PowerBook és la mateixa pantalla que s'empra en el iMac de 17".
Més endavant, en 2003, els PowerBooks de 15" van ser redissenyats i ara ofereixen la mateixa carcassa en alumini que els seus germans més petits i més grans, amb les mateixes característiques que el model de 17" (inclòs teclat retroil·luminat).
A l'abril de 2004, els PowerBooks d'alumini van ser millorats. La SuperDrive va ser augmentada fins a una velocitat d'enregistrament de DVD de 4x, el processador més ràpid disponible va ser augmentat a 1'5 Ghz, i les targetes gràfiques van ser substituïdes pels models més recents, oferint fins a 128 MB de memòria de vídeo. Un tercer altaveu integrat va ser agregat al model de 12" per a millorar el realç de les freqüències mitjanes. A més, les targetes AirPort Extreme s'oferien de sèrie per a tots els PowerBooks en comptes de ser un equipament opcional.
Al gener de 2005, les especificacions dels PowerBooks d'alumini van ser revisades una vegada més, acompanyades d'una reducció del preu. Les velocitats del processador van ser augmentades fins a un màxim de 1'67 Ghz. en el model superior de 15" i en el major de 17", mentre que el model més baix de 15" i el de 12" van aconseguir un augment de velocitat, situant-los en 1'5 Ghz. L'àudio digital fou agregat al model de 17". Es va augmentar la memòria RAM fins a 512 MB, i la velocitat del disc dur a 5400 RPM, amb una capacitat màxima de disc dur de 100 GB (17"). Cada model també va incorporar un track pad millorat, suportant el scroll (desplaçament vertical o horitzontal en la finestra, evitant haver de situar el cursor en les barres de desplaçament), un mòdul revisat de Bluetooth amb suport per a BT 2.0+EDR, i una nova característica que permet bloquejar els caps lectors del disc dur quan es produeix una acceleració o desacceleració brusca, captades per uns sensors interns, que evita així l'aparició de dades corruptes en el disc dur en cas d'una caiguda fortuïta. També es va introduir suport per al monitor Apple Cinema de 30" en el model de 17", i és opcional en el de 15" per mitjà d'una actualització en el maquinari de vídeo.
L'última actualització dels PowerBooks va ser al novembre de 2005. Els principals canvis van ser una actualització del processador, una millor targeta gràfica, una gravadora de DVD de doble capa i a 8X (superior a la inclosa en el MacBook Pro de 15") i una pantalla de major qualitat i a major resolució en els models de 15" i 17"